# Эффект Баушингера
Эффект Баушингера — явление в теории пластичности, которое заключается в уменьшении предела упругой деформации после предварительной малой пластической деформации противоположного знака. Наблюдается практически во всех поликристаллических веществах. Эффект Баушингера является проявлением неупругости материала в зоне перехода к упругопластическим деформациям. Назван по фамилии И. Баушингера, который обнаружил его при исследованиях каменной соли.
Кривая деформации на рисунке воспроизводит предварительное нагружение (например, растяжение) образца до малых значений пластической деформации и последующую разгрузку. При повторном нагружении в противоположном направлении (сжатии), вследствие эффекта Баушингера, материал деформируется легче, чем он бы деформировался под действием нагружения того же направления, что и предыдущее. Эффект обнаруживается при малых значениях предварительной деформации (до 1 %), уменьшаясь при увеличении её величины.
С точки зрения дислокационного механизма пластической деформации эффект Баушингера указывает на то, что при повторном деформировании заблокированным перед препятствиями дислокациям легче двигаться в направлении, противоположном к их движению при предварительной пластической деформации.
Эффект Баушингера имеет важное практическое значение при циклической деформации металлов, влияя на процессы усталостного разрушения, при деформации дисперсионноусиленных сплавов.